# NOW,바람
《신중현작품집: 김정미 - NOW》(바람 Now, KIMJUNGMI-NOW,바람)는 록 보컬리스트 김정미의 사이키델릭 록 앨범이다. 《김정미 NOW,바람》앨범은 대한민국 최초의 사이키델릭 명반이다.
1973년도《바람,Now》는 록 보컬리스트 김정미의 사이키델릭 록 앨범으로 대한민국 최초의 사이키델릭 명반이다.
1973년도 록 음악가 신중현이 작사 작곡하고 신중현사단의 록밴드 더멘TheMen이 연주를 맡았다. 그러나 1975년 긴급조치 9호와
대마초사건으로 음반에 실린 노래가 모두 창법 저속으로 금지곡 처분 되고 음반이 강제 수거되어 폐기처분 되었다. 그나마 남아 있던
음반들은 1990년대 일본의 신중현 마니아 의해 거의 고가에 팔려나가 결국 국내에선 희귀음반이 되어 김정미의 음반은 최고가로 지금도
팔리고 있다.
김정미의 《NOW》음반은 원판 한장에 100만원에서 많게는 무려 300만원까지 거래 되는 국내는 물론 해외 콜렉터들까지
김정미의 음반은 꿈의 명반으로 불린다. 2011년에 미국 Lion Production에서 복각하여 재발매했다.
김정미의 사이키델릭 앨범들은 해외 음반을 사면 몇장씩 끼워주던 천덕꾸러기 같던 국내 음반을 제대로 대접받게 만들어준 전설의 명반이다.